# عبد العزيز مخيون
عبد العزيز مخيون  (25 فبراير 1946 -)، ممثل سينمائي ومخرج مسرحي، ولد في أبو حمص وتخرج في معهد الفنون المسرحية، ثم درس الموسيقى والتمثيل، التحق بفرقة التلفزيون المسرحية، وأسس مسرح الفلاحين وعمل مخرجا مسرحيا. حصل على منحة من الحكومة لدراسة المسرح في فرنسا، وهو أحد رموز حركة كفاية المعارضة، وله خمسة أبناء.

## أعماله

### أفلامه
| - سري للغاية:2018-اللواء العصار - الكنز:2017-الحكيم إني/الشيخ على الله/السجين - الثمن:2016-جلال محمود - البر التاني:2016-أبو سعيد - نصبة:2014 - الطريق الدائري:2010-رفعت رضوان - المسافر:2010-ضيف شرف - دكان شحاتة:2009-د.مؤنس - زي النهاردة:2008-والد أيمن - خارج على القانون:2007-امبابي -جنيدي -الصول عبد الحميد - دم الغزال:2005-زيدان بيه - حفار البحر:2003-عبّاس - رحلة مشبوهة:2001-طاهر - جحيم تحت الأرض:2001 - فل الفل:2000-المحقق | - النمس:2000-الشيخ نجيب أبو ريا - الفرح:1999 - مجرم مع مرتبة الشرف:1998-عماد - حسن اللول:1997-مصطفى - رغبات:1994-عبدالهادي - فارس المدينة:1993-أدهم - ميكانيكا:1993-أدهم - امرأة آيلة للسقوط:1992-حمدى الجرسون - الزمن الصعب:1992-المحقق فايز أبوحسين - الهروب:1991-رائد سالم عبد الرازق زيدان - شحاتين ونبلاء:1991 - يا مهلبية يا:1991 - تحت الصفر:1990-وجيه - سيدة القاهرة:1990-يحيى - ترويض الرجل:1989-كامل | - باب شرق:1989-الطبيب يحيى - بصمات الوهم:1987 - بئر الخيانة:1987-الضابط الإسرائيلي أبو داود - الجوع:1986 - أجراس الخطر:1986 - امراة مطلقة:1986-القاضي - للحب قصة أخيرة:1986-د/ حسين - الحكم آخر الجلسة:1985 - حدوتة مصرية:1982 - سكندرية ليه:1979 - ايام العمر معدودة:1978 - الكرنك:1975 - فرح زهران:1972 - اليوم المشهود - دكتوراه مع مرتبة الشرف |

### مسلسلاته
- جودر 2 :2025 - عبد الله الحطاب
- تياترو: 2024- الجد
- المداح: أسطورة العشق: 2023-الأمير
- البرنس: 2020
- الجماعة (ج2):2017-حسن الهضيبي
- يونس ولد فضة:2016-فخري
- الكبريت الأحمر( ج 1، 2):2016، 2017-الشيخ شمس المحب
- بدون ذكر أسماء:2013-ربيع
- الهروب:2012-عبدالناصر أبو محمود
- الحياني:2012-عادل عمر
- خطوط حمراء:2012-الكبير
- عمر:2012-ضيف حلقات - أبو طالب
- مشرفة رجل لهذا الزمان:2011-أحمد لطفي السيد
- شيخ العرب همام:2010-إسماعيل
- سقوط الخلافة:2010-برهان
- الجماعة:2010-أحد القادة في الجماعة
- الوتر المشدود:2009
- ابن الأرندلي:2009-متولي
- أبو ضحكة جنان:2009-محمد عبد الوهاب
- أنا قلبي دليلي:2009-ليفى
- آخر الخط:2007
- حمد الله على السلامة:2007
- السندريلا:2006-محمد عبد الوهاب
- مباراة زوجية:2006-حسين
- كارنتينا:2005
- مصر الجديدة:2004-عزيز رفعت
- الدم والنار:2004
- قلبي يناديك:2004-والد عصمت
- الصعود إلى القلب:2004
- بعاد السنين:2003
- فارس الرومانسية:2003-حما محمود السباعي
- فلاح في بلاط صاحبة الجلالة:2003
- أمس لا يموت:2003
- شمس يوم جديد:2003-د. رضا - ضيف شرف
- ملفات سرية:2003-لطفي هاشم
- أميرة في عابدين:2002-ضيف شرف
- أوراق مصرية (ج2):2002-هنري كوريل
- ديدي ودوللي:2002-رشاد زوج ديدي
- زمن عماد الدين:2002-اسماعيل افندى عبد الرحمن
- زوجة رجل طموح:2000
- البصمة:2000
- رجل طموح:2000
- أم كلثوم:1999-محمد عبد الوهاب
- أوقات خادعة:1999-والد امين
- حرث الدنيا:1999
- ميراث الشر:1999
- وبعد الظلام تشرق الشمس:1999-الدكتور حامد
- خيانة:1999-صلاح لاشين رئيس التحرير
- من كل بيت حكاية:1998
- هارون الرشيد:1997-محمد بن سليمان
- جمهورية زفتى:1997
- الدوائر المغلقة:1997
- زيزينيا (ج1، 2):1997، 2000-عادل أبو ليلة
- أصل و خمس صور:1997
- ألف ليلة وليلة: فضل الله ووردانه:1996-
- خالتي صفية والدير:1996
- إمراة مختلفة (صواريخ حريمي):1996
- ساكن قصادي (ج2):1996-ضيف الحلقات
- عزبة المنيسى:1996
- الخروج من المأزق:1995
- عظمة يا ست:1995
- قشتمر:1994
- البحث عن زوج:1993
- الشراقي:1992-صابر
- بنت سيادة الوزير:1992
- على عليوة:1992
- حفلة على شرف تعلوب:1989
- نقل مخ:1989
- أنا وأنت وبابا في المشمش:1989-يوسف عناني
- الكهف و الوهم والحب:1989-منير فهمي
- أشواقي بلا حدود:1988
- ثمن الخوف:1988
- البشاير:1987-هشام المخرج
- الهروب إلى السجن:1987
- ليالي الحلمية (ج1):1987-1989-طه السماحي
- سفر الأحلام:1986
- الشهد والدموع (ج2):1985-وحيد رضوان
- الامتحان:1983-د. أحمد
- النديم:1982
- محمد رسول الله (ج3، 4):1982، 1984-العزير
- أبواب المدينة (ج1، 2):1981، 1983
- عم حمزه:1981
- الكعبة المشرفة:1981-كيمون
- ليالي الحصاد:1977-مسعد
- القاهرة والناس:1972
- الجوارح:-ضيف شرف
- أبو القاسم الطنبوري وإخوانه:
- تعلوب الحبوب:

- اوقات خادعة

### سهرة تلفزيونية
- شق الثعبان:2002
- اللحظات الأخيرة:2000
- زهرة عباد الشمس:1998
- أغنية الموت:1973
- جمعية الرفق بالإنسان
- ألوان من الحب
- أوقات مسروقه من الزمن
- لالئ
- دموع في عيون بريئة
- الشيخ شيخة
- حبيبة

### أخرى
- شوية عيال:1999 - فيلم قصير- أمين
- قيس وليلى في المدن العربية:1994 - فوازير- قيس
- عالم ورق ورق ورق:1990 - فوازير- ضيف شرف
- المشخصاتية:1971 - مسرحية
- عيون عطية:مسلسل اذاعي
- عندما يموت الخوف:مسلسل اذاعي
- خروف رؤوف:مسلسل اذاعي
- واقدساه:مسرحية
- أغرب القضايا:مسلسل اذاعي- قضية التيليغراف
- الفخ الذهبي:تمثيلية
- مريض الوهم:مسرحية- بيرالد
- غربة الحب:مسلسل اذاعي

## هو وموسيقار الأجيال
يعتبر الممثل عبد العزيز مخيون هو أكثر ممثل شبيه بموسيقار الأجيال محمد عبد الوهاب
وقد قام بتأدية دوره في مسلسل أم كلثوم ومسلسل إسماعيل ياسين ومسلسل سعاد حسني.

## روابط خارجية
- عبد العزيز مخيون على موقع الدهليز
- عبد العزيز مخيون على موقع قاعدة بيانات الأفلام العربية